# لويس جي. هانسن
لويس جي. هانسن (بالإنجليزية: Lewis Gustave Hansen) هو قاضي ومحامي وسياسي أمريكي، ولد في 18 نوفمبر 1891، وتوفي في 18 نوفمبر 1965. انتخب عضو جمعية نيوجيرسي العامة.